# Wolfram Henckel
Wolfram Henckel (* 21. April 1925 in Berlin; † 10. Dezember 2024) war ein deutscher Rechtswissenschaftler. Er hatte von 1962 bis 1993 den Lehrstuhl für Zivilrecht, Handels- und Prozessrecht an der Universität Göttingen inne, deren Rektor er 1966/67 war.

## Leben
Nach der Schulzeit und der Teilnahme am Zweiten Weltkrieg, in dem er schwer verwundet wurde, studierte Henckel ab 1949 an der Universität Heidelberg Rechtswissenschaft. 1952 legte er sein Referendarexamen ab. Im Jahr 1956 wurde er dort bei Friedrich Weber mit der Dissertation Prozeßführungsmacht kraft Rechtsscheins promoviert. Dem im gleichen Jahr abgelegten Assessorexamen folgte, wiederum in Heidelberg, die Assistentenzeit. Im Jahr 1960 habilitierte sich Wolfram Henckel bei Weber mit einer Arbeit über „Parteilehre und Streitgegenstand im Zivilprozeß“.
1962 folgte Henckel dem Ruf auf den Lehrstuhl für Zivilrecht, Handelsrecht und Prozessrecht der Juristischen Fakultät der Universität Göttingen, der er trotz zahlreicher Rufe bis zu seiner Emeritierung im Jahr 1993 treu blieb. Im Akademischen Jahr 1966/67 diente er seiner Universität als Rektor. 1969 wurde er für drei Jahre zum Mitglied des Wissenschaftsrats berufen und saß ab 1970 dessen wissenschaftlicher Kommission vor. Von 1973 bis 1992 war er Vorsitzender der Göttinger Rechtswissenschaftlichen Gesellschaft. In den Jahren 1976 bis 1987 gehörte er dem Senat der Max-Planck-Gesellschaft an. Von 1977 bis 1991 war er Mitglied des Niedersächsischen Staatsgerichtshofs. 1983 wurde er in die Akademie der Wissenschaften zu Göttingen berufen. 1985 erhielt er das Bundesverdienstkreuz 1. Klasse.
Wolfram Henckel publizierte insbesondere auf den Gebieten des Bürgerlichen Rechts, des Zivilprozess- und Insolvenzrechts. Prozessrecht und materielles Recht, der Titel seiner Göttinger Antrittsvorlesung (1962) sowie einer weiteren Monographie (1970) und Gegenstand weiterer wissenschaftlicher Beiträge, war sein Lebensthema. Von Bedeutung war auch Henckels insolvenzrechtliches Wirken, namentlich durch die Neubearbeitung des von Ernst Jaeger begründeten Großkommentars zur Konkurs- beziehungsweise Insolvenzordnung. Von 1978 bis 1985 war Henckel Mitglied der vom Bundesjustizministerium einberufenen Kommission zur Reform des Insolvenzrechts und Vorsitzender der Arbeitsgruppe Mobiliarsicherheiten; hier plädierte Henckel erfolgreich für eine stärkere Einbeziehung der Mobiliarsicherungsgläubiger (Henckel-Modell). Von 1980 bis 1988 war er Vorsitzender der Vereinigung der Zivilprozessrechtslehrer. Wolfram Henckel wurde von seinen Fachkollegen zweimal, aus Anlass seines 70. Geburtstags (1995) sowie erneut aus Anlass seines 90. Geburtstags (2015), mit einer Festschrift geehrt. Die Universität Athen zeichnete ihn im Jahr 1999 mit der Ehrendoktorwürde aus. Seine akademischen Schüler Walter Gerhardt, Bruno Rimmelspacher und Jürgen Costede wurden ebenfalls auf zivilprozessuale Lehrstühle berufen.